# Course en ligne féminine aux championnats du monde de cyclisme sur route 1995
Navigation
1994 1996
La course en ligne féminine aux championnats du monde de cyclisme sur route 1995 a lieu le 7 octobre 1995 à Duitama en Colombie. Cette édition est remportée par la Française Jeannie Longo.

## Classement
|                                    | Coureuse               | Pays             |    | Temps           |
| ---------------------------------- | ---------------------- | ---------------- | -- | --------------- |
| Médaille d'or, Coupe du Monde      | Jeannie Longo          | France           | en | 2 h 37 min 45 s |
| Médaille d'argent, Coupe du Monde  | Catherine Marsal       | France           | +  | 38 s            |
| Médaille de bronze, Coupe du Monde | Edita Pučinskaitė      | Lituanie         |    | 1 min 56 s      |
| 4                                  | Luzia Zberg            | Suisse           |    | 2 min 12 s      |
| 5                                  | Jolanta Polikevičiūtė  | Lituanie         |    | 3 min 25 s      |
| 6                                  | Roberta Bonanomi       | Italie           |    | 4 min 18 s      |
| 7                                  | Maritza Corredor       | Colombie         |    | 4 min 36 s      |
| 8                                  | Linda Jackson          | Canada           |    | 4 min 36 s      |
| 9                                  | Svetlana Boubnenkova   | Russie           |    | 4 min 36 s      |
| 10                                 | Kathy Watt             | Australie        |    | 4 min 57 s      |
| 11                                 | Rebecca Bailey         | Nouvelle-Zélande |    | 5 min 31 s      |
| 12                                 | Valentina Polkhanova   | Russie           |    | 5 min 52 s      |
| 13                                 | Tanja Klein            | Autriche         |    | 6 min 17 s      |
| 14                                 | Lynn Nixon             | Australie        |    | 7 min 45 s      |
| 15                                 | Deirdre Demet-Barry    | États-Unis       |    | 8 min 22 s      |
| 16                                 | Tracey Gaudry          | Australie        |    | 8 min 22 s      |
| 17                                 | Marie Purvis           | Royaume-Uni      |    | 8 min 22 s      |
| 18                                 | Alessandra Cappellotto | Italie           |    | 8 min 22 s      |
| 19                                 | Svetlana Zubareva      | Russie           |    | 8 min 22 s      |
| 20                                 | Susan Palmer-Komar     | Canada           |    | 8 min 22 s      |
| 21                                 | Jocelyne Messori-Hugi  | France           |    | 8 min 22 s      |
| 22                                 | Valeria Cappellotto    | Italie           |    | 8 min 22 s      |
| 23                                 | Rasa Polikevičiūtė     | Lituanie         |    | 8 min 22 s      |
| 24                                 | Fany Lecourtois        | France           |    | 8 min 22 s      |
| 25                                 | Fátima Blázquez        | Espagne          |    | 8 min 44 s      |
| 26                                 | Elizabeth Tadich       | Australie        |    | 8 min 52 s      |
| 27                                 | Tea Vikstedt-Nyman     | Finlande         |    | 8 min 54 s      |
| 28                                 | Monica Valvik-Valen    | Norvège          |    | 9 min 17 s      |
| 29                                 | Ragnhild Kostøl        | Norvège          |    | 9 min 41 s      |
| 30                                 | Clara Hughes           | Canada           |    | 9 min 41 s      |
| 31                                 | Zinaida Stahurskaia    | Biélorussie      |    | 9 min 41 s      |
| 32                                 | Barbara Heeb           | Suisse           |    | 9 min 41 s      |
| 33                                 | Imelda Chiappa         | Italie           |    | 9 min 41 s      |
| 34                                 | Jeanne Golay           | États-Unis       |    | 9 min 59 s      |
| 35                                 | Heidi Van de Vijver    | Belgique         |    | 10 min 59 s     |
| 36                                 | Jacqueline Martin      | Afrique du Sud   |    | 10 min 59 s     |
| 37                                 | Caroline Alexander     | Royaume-Uni      |    | 11 min 6 s      |

|                      | Coureuse             | Pays             |  | Temps       |
| -------------------- | -------------------- | ---------------- |  | ----------- |
| Autres compétitrices |                      |                  |  |             |
| 38                   | Nelly Alba           | Colombie         |  | 11 min 6 s  |
| 39                   | Yevheniya Vysotska   | Ukraine          |  | 11 min 6 s  |
| 40                   | Sigrid Corneo        | Slovénie         |  | 11 min 6 s  |
| 42                   | Aleksandra Koliaseva | Danemark         |  | 11 min 46 s |
| 45                   | Karen Kurreck        | États-Unis       |  | 13 min 22 s |
| 46                   | Lenka Ilavská        | Slovénie         |  | 13 min 22 s |
| 48                   | Petra Rossner        | Allemagne        |  | 15 min 18 s |
| 50                   | Judith Arndt         | Allemagne        |  | 15 min 18 s |
| 53                   | Vera Hohlfeld        | Allemagne        |  | 16 min 57 s |
| 56                   | Bogumiła Matusiak    | Pologne          |  | 19 min 26 s |
| 57                   | Anne Samplonius      | Canada           |  | 19 min 26 s |
| 60                   | Eve Stephenson       | États-Unis       |  | 20 min 19 s |
| 61                   | Rikke Sandhøj        | Danemark         |  | 20 min 28 s |
| 63                   | Susanne Ljungskog    | Suède            |  | 20 min 33 s |
| 65                   | Diana Rast           | Suisse           |  | 20 min 54 s |
| 67                   | Yvonne Brunen        | Pays-Bas         |  | 21 min 37 s |
| 69                   | Teodora Ruano        | Espagne          |  | 21 min 48 s |
| 70                   | Carmen d'Aluisio     | États-Unis       |  | 21 min 48 s |
| 71                   | Meike de Bruijn      | Pays-Bas         |  | 22 min 1 s  |
| 73                   | Susy Pryde           | Nouvelle-Zélande |  | 22 min 49 s |
| 80                   | Jacqueline Nelson    | Nouvelle-Zélande |  | 30 min 3 s  |
| 86                   | Anne-Marie Cooreman  | Belgique         |  | 36 min 54 s |